# Mainvoetbalkampioenschap 1913/14
In 1913/14 werd het elfde Mainvoetbalkampioenschap gespeeld, dat georganiseerd werd door de Zuid-Duitse voetbalbond. De competitie werd georganiseerd als Nordkreisliga. 
Frankfurter FV werd kampioen en nam deel aan de Zuid-Duitse eindronde, waar ze tweede eindigden.  

## Nordkreisliga
| Plaats | Club                   | Wed. | W  | G | V | Saldo | Ptn.  |
| ------ | ---------------------- | ---- | -- | - | - | ----- | ----- |
| 1.     | Frankfurter FV         | 14   | 11 | 2 | 1 | 35:13 | 24:4  |
| 2.     | SV Wiesbaden           | 14   | 5  | 5 | 4 | 24:16 | 15:13 |
| 3.     | 1. Hanauer FC 1893     | 14   | 7  | 1 | 6 | 26:28 | 15:13 |
| 4.     | Offenbacher FC Kickers | 14   | 6  | 2 | 6 | 21:25 | 14:14 |
| 5.     | FC Viktoria 94 Hanau   | 14   | 3  | 6 | 5 | 25:32 | 12:16 |
| 6.     | FSV Frankfurt          | 14   | 4  | 3 | 7 | 27:29 | 11:17 |
| 7.     | SC Bürgel              | 14   | 4  | 3 | 7 | 28:35 | 11:17 |
| 8.     | Germania Bieber        | 14   | 2  | 6 | 6 | 15:23 | 10:18 |

|  | Geplaatst voor Zuid-Duitse eindronde |